# 르네 2세 드 로렌 공작
르네 2세 드 로렌(프랑스어: René II de Lorraine, 1451년 5월 2일 ~ 1508년 12월 10일)은 1470년부터 보데몽 백작, 1473년부터 로렌 공작, 1483년부터 1508년까지의 바르 공작이다. 그는 1480–1493년까지 칼라브리아 공작으로서 나폴리 왕국의 왕위를, 1493–1508년까지 나폴리의 군주이자 예루살렘의 왕으로서 프로방스 백국의 소유권을 주장했었다. 그는 1473년에 아르쿠르 백작 작위를 그의 숙부인 보데몽의 장에게서 계승하고 1495년에 오말 백국과 교환했다. 1504년에 그는 기즈 백작 작위도 계승받았다.

## 생애
페리 2세 드 보데몽과 욜랑드 당주의 아들로 앙제에서 태어났다.
르네는 앙제와 프로방스 사이에 있는 할아버지 르네 당주의 궁정에서 어린 시절을 보냈고, 1470년 보데몽에서 그의 아버지의 자리를 계승했으며, 3년 뒤 앙주의 총독이자 청지기, 앙제 총사령관 자리를 그의 숙부에게서 물려받았다. 같은 해 그는 당시 프랑스의 루이 11세와 초창기에는 동맹이기도 했던 부르고뉴의 용담공 샤를의 압박에 놓여있던 로렌 공작이 되었다. 이후 르레는 로렌 지역에 수비 시설을 갖췄으며, 루이와 비밀 동맹을 맺었다(1474년). 샤를은 로렌 공국을 침략했고 르네는 낭시로 달아날 수 밖에 없었다(1475년 11월 30일). 다음 해 10월 5일에 그는 로렌을 탈환해냈고 스위스 용병들을 고용하기 위해 스위스로 떠났다. 이 군대가 부르고뉴 전쟁을 종전시킨 낭시 전투 (1477년 1월 5일)에서 샤를을 패배시키고 전사시켜냈다. 1476년 그의 할머니의 사망으로 그는 단독 아르쿠르 백작과 엘뵈프 남작이 되었다.
이후 르네는 루이와의 사이가 나빠져, 그의 재산의 대부분을 뺏기고 말았다. 1478년 6월에 앙주와 프로방스에 대한 왕가의 압수에 대한 보상으로서, 루이는 룩셈부르크 공작령과 부르고뉴 백작령의 과거 부르고뉴 소유지에 대한 그의 권리를 재차 확인해주었으며, 그 후 이 권리들은 르네와 그의 후손들에게 전해졌다. 1482년에 아라스 조약으로 부르고뉴 백작령을 넘겨주면서 프랑스에게 넘어가면서 이 권리들이 실현되는 듯 하였지만 1493년에 상리스 조약으로 합스부르크 가에 넘어갔고 르네는 부르고뉴 공작령을 통치하지 못했다. 이와 비슷하게 룩셈부르크에 대한 권한도 무력을 통해 점령한 비르통 밖에서는 한낱 이론에 불가했으며, 룩셈부르크 공국은 르네 생전에는 합스부르크의 소유지로 남았다.
1480년 르네는 그의 어머니가 살아있는 동안 그의 할아버지에게서 바르 공작 작위를 물려받았다. 1482년 그는 룩셈부르크 공국의 일부인 비르통을 정복해냈고, 바르에 합병시켰다. 1484년 어린 샤를 8세의 섭정이던 피에르 2세 드 부르봉은 그를 공식적으로 바르 공국에 임명하였다. 1483년에 그의 어머니가 사망하자, 그는 나폴리 왕국과 예루살렘 왕국에 대한 그녀의 권리를 계승하였다.
1482년 그는 이탈리아로 가 베네치아 공화국의 동맹으로서 참여했던 아드리아 전투에서 페라라 공작에게 패배하였다.
1485년 르네는 "광기 전쟁"이라고 불린 전쟁의 1차 전쟁에 참여했었으나, 얼마 지나지 않아 전쟁에서 빠졌다. 1488년 나폴리인들이 그에게 나폴리 왕국의 왕위를 제안했고, 르네는 그의 영지를 늘릴 준비를 하였으나, 나폴리를 자신의 영지로 손에 넣고 싶었던 샤를 8세에 의해 중단되고 만다.
1495년 그의 할머니의 유산을 놓고 6촌인 장 4세 드 리외와의 분쟁에서 그는 아르쿠르 백작령을 장에게 넘겼으며, 엘뵈프와 브리온만을 유지했고 오말 백국을 받았다.
르네는 팽에서 사냥 도중 병을 얻었고 1508년에 사망했다.

## 가족
외가측에서 보면 르네 2세는 이자벨 1세 드 로렌의 손자이다. 그의 아버지는 장 1세 드 로렌의 후계자인 로렌 공작 가문의 방계 가인 보데몽 가문의 출신이다. 게다가 그는 로렌 공국의 법정 상속인이자 남계 상속인이였기에 1473년에 그의 친척인 니콜라의 자리를 물려받았다.
1471년 9월 9일 그는 탕카르빌의 여백작 잔 다르쿠르(Jeanne d'Harcourt, 1488년 사망)와 혼인하였으나 1485년에 철회되었다.
르네는 1485년 9월 1일 오를레앙에서 아돌프 드 구엘드레의 딸인 필리프 드 구엘드레와 혼인했고 다음의 자식들을 두었다:
- 샤를(Charles, 1486년 8월 17일 낭시 태어남) - 어릴때 사망
- 프랑수아(François, 1487년 7월 5일 태어남, 퐁타무송) - 출생 때 사망
- 앙투안 드 로렌 (1489년–1544년)
- 니콜라(Nicholas, 1493년 4월 9일, 낭시) - 어릴때 사망
- 클로드 드 로렌 (1496년–1550년) - 초대 기즈 공작
- 장 3세 드 로렌 (1498년–1550년) - 로렌 추기경이자 메츠 주교
- 루이 드 보데몽 (1500년–1528년)
- 프랑수아 - 랑벡 백작 (1506년–1525년)
- 안(Anne (1490년 12월 19일 바르르뒤크 – 1491년)
- 이자벨(Isabelle, 1494년 11월 2일 뤼네빌 – 1508년 이전)
- 클로드와 카트린(Claude et Catherine, 1502년 11월 24일 바르르뒤크) - 쌍둥이이며 어릴때 사망